# 藤田幸久
藤田 幸久（ふじた ゆきひさ、1950年（昭和25年）4月19日 - ）は、日本の政治家。オックスフォード大学政治国際問題研究所客員研究フェロー（英国在）、国際IC日本協会会長、岐阜女子大学特別客員教授。参議院議員（2期）、衆議院議員（2期）、財務副大臣（野田内閣）、参議院財政金融委員長・国家基本政策委員長・拉致問題特別委員長、民主党・民進党・国民民主党国際局長、民進党次の外務大臣、難民を助ける会理事、横浜国立大学非常勤講師などを歴任。

## 経歴
日立市立会瀬小学校、茨城大学附属中学校、茨城県立水戸第一高等学校、慶應義塾大学文学部哲学科を卒業。
大学入学後に父の会社が倒産し、自宅から夜逃げ。父の死後はアルバイトをしながら卒業。MRA国際親善使節Song of Asiaに参加し、2年間アジア・大洋州の青年約50人と世界14か国を歴訪。これまでに世界52か国を訪問。
1977年、国際MRA日本協会（現在の国際IC日本協会）事務局勤務。
1979年、難民を助ける会（AAR、相馬雪香会長）の創設に加わり、常任理事に就任。
1980年、タイ・カンボジア国境でAARカンボジア難民支援事業を立ち上げ。
1984年、国際MRA日本協会専務理事。歌手の森進一の要請でザンビアで難民支援事業を開始。このチャリティーコンサート「応演歌」が支援し20年間継続。
1986年、オランダのフィリップス社フィリップス元会長の要請で、日米欧の貿易戦争に対応する日米欧経済コー円卓会議 (CRT) の創設に関わり同コーディネーター。賀来龍三郎キヤノン社長、山下俊彦松下電器相談役他が参加。

### 民主党

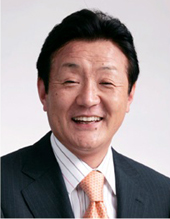
財務副大臣時

1996年、旧民主党から第41回衆議院議員総選挙に比例東京ブロック単独で立候補して初当選。民主党代表団（鳩山由紀夫代表）の中国訪問（胡錦涛副主席他と会談）を采配。1997年 、民主党代表団韓国訪問（金泳三大統領、金大中党首、金鍾泌党首他と会談、1997年）を采配。対人地雷全面禁止推進議員連盟を創設し小渕恵三外相による日本のオタワ条約調印を支援。長男が事故で死亡後、サポート校の支援を始め不登校生への通学定期支給を実現（1999年）。
1998年、民主党代表団米国訪問（モンデール元副大統領他と会談）を采配。
1999年、NATOのコソボ空爆後隣国マケドニアに民主党事務所を開設。スタッフが半年間コソボの人道援助活動を行う。日本の政党初の海外拠点による援助活動。
2000年、第42回衆議院議員総選挙では東京12区から立候補し、自由民主党の八代英太郵政大臣に敗北。落選中は鳩山由紀夫民主党代表政策顧問。
2001年、岐阜女子大学特別客員教授就任、現在に至る。
2003年の第43回衆議院議員総選挙では公明党の太田昭宏に東京12区で敗れたが、比例復活により二度目の当選。同年民主党国際局長、文化団体局長。
2004年 イラク邦人人質事件で隣国ヨルダンにて人質救出支援活動を行う。5人の日本人が解放される。民主党欧米訪問団（菅直人代表。国連アナン事務総長、スウェーデンのパーション首相他と会談）を采配。 民主党訪米団（岡田克也代表。グリーンスパン連邦準備制度理事会議長、アーミテージ国務副長官他と会談）を采配。
2005年 スマトラ沖津波・地震（2004年）調査団（鳩山由紀夫団長）でインドネシアとスリランカで支援活動を行う。
2005年の第44回衆議院議員総選挙で、郵政民営化法案の採決で賛成票を投じた公明党の太田、反対票を投じた自民党の八代、藤田の3人が東京12区から立候補し（八代は公認を得られず無所属で出馬）、太田が当選。藤田、八代は共に落選する。
2006年～2009年まで聖学院大学非常勤講師。
2007年の第21回参議院議員通常選挙では小林元参議院議員が引退した茨城県選挙区から立候補し、参議院で初当選した。外交防衛委員会理事、拉致問題特別委員会委員長、「次の内閣」の防衛副大臣。9月20日、藤田の公設秘書が覚醒剤取締法違反などの現行犯で逮捕されたため、「次の内閣」防衛副大臣などの役職を辞任した。
2008年に参議院北朝鮮による拉致問題等に関する特別委員長、参議院外交防衛委員会理事。
2009年に民主党政権誕生後、民主党国際局長。超党派の国際MRA推進議員連盟（現・国際IC推進議員連盟、谷川和穂会長）の支援も得て米軍元捕虜(POW)の日本招聘事業を提案。民主党政権誕生後に年次事業が開始。
2010年、ハイチ大地震調査支援団長として現地で支援活動を行う。参議院財政金融委員長。
2011年、野田内閣で財務副大臣に就任。主計局、理財局、日本銀行を担当）。国家公務員宿舎を四分の一削減し、家賃を値上げする改革を実現。東日本大震災の復興予算を策定。10年ぶりに診療報酬、介護報酬の同時改定（アップ）を決定。日本銀行政策決定会合で、東日本大震災後の復興と欧州金融危機を踏まえた大幅な金融緩和を要請。
2013年、参議院財政金融委員長。第23回参議院議員通常選挙において、茨城県選挙区で2回目の当選。参議院国家基本政策委員長、財政金融委員長。21世紀教育研究所理事（2019年まで）
2014年、拉致問題特別委員会理事、外交防衛委員会委員、世界宗教者平和会議 (WCRP) 国際活動支援議員懇談会（谷垣禎一・岡田克也共同代表）を設立、事務局長。以後、タイの仏教徒とイスラム教徒の和解、中東の宗教者間の和解、核廃絶運動などを支援。
2015年、民主党国際局長、予算委員会委員、外交防衛委員会委員、沖縄及び北方問題に関する特別委員会理事。厚生労働委員会委員として前年に削減された産婦人科帝王切開手術料の診療報酬の引き上げを要請して2016年改定で引き上げが実現。 2015年 - 2017年まで横浜国立大学非常勤講師。

### 民進党
2016年3月27日に民進党結党。民進党国際局長、民進党ネクスト外務副大臣、予算委員会委員、憲法審査会委員。同族企業の株の評価の見直しによる事業承継の円滑化を実現。開業医の持ち分なし医療法人へ移行時の贈与税の非課税化による承継の円滑化に貢献。
2017年9月、民進党ネクスト外務大臣。参議院国際経済・外交に関する調査会理事、外交防衛委員会委員。

### 国民民主党から立憲民主党へ
2018年5月7日、民進党と希望の党の合流により結党された国民民主党に参加。国民民主党の国際局長。
2019年1月24日、国民民主党に離党届を、立憲民主党に入党届を提出した。国民民主党は離党届を受理せず慰留を続けていた が、2月20日に行われた同党総務会で「党の名誉及び信頼を傷つける行為」「他政党を利する行為・言動など、党の結束を乱す行為・言動」に抵触する重大な反党行為とし、3月6日に拡大総務会で正式に除籍を決定した。3月7日に立憲民主党への入党が了承され、所属会派も移動した。5月27日、立憲民主党は7月の参院選茨城選挙区に藤田ではなく、元経済産業省官僚の小沼巧を擁立することを決定し、5月30日立憲民主党は藤田を比例区候補とすることを発表した。第24回参議院議員通常選挙の全国比例区で落選。
2019年12月24日、立憲民主党の衆議院茨城県第2区総支部長に就任。2021年10月31日の第49回衆議院議員総選挙では自民党の額賀福志郎に敗れ落選。
2022年3月、国際IC日本協会会長に就任。
2022年9月　タイのGerman-Southeast Asian Center of Excellence for Public Policy and Good Governance https://cpg-online.de/（CPG、ドイツ外務省のシンクタンク）専門理事に就任。
2024年11月、日本パブリックリレーションズ学会「失われた30年検証研究会」特別研究会「失われた30年検証研究会」 | 一般社団法人日本パブリックリレーションズ学会｜JPRSが提言「日本再生へのチャレンジ」を発表。そのシニアリサーチャーとして取りまとめにあたった。
2024年11月の秋の叙勲で、旭日重光章を受章した。
2025年2月、オックスフォード大学政治国際問題研究所客員研究フェロー就任。

## 政策・主張

### 国会における活動
アメリカ同時多発テロ事件
2001年9月11日に起きたアメリカ同時多発テロ事件（911）に対する質疑と被害者支援活動。
2008年1月10日の参院外交防衛委で、福田康夫首相の「テロは戦争ではなく犯罪である」との前年の答弁に関連して、911がアルカイダの犯行であるという根拠を質問。福田首相は「非公開情報や外国政府等の報告書等の公開情報を総合的に勘案して、アルカイダによって実行されたものと判断している」と答弁。藤田は米軍元空軍大尉の、テロリストたちが初めて757の機体を垂直に操縦することや、曲芸的な飛行ができるはずがないとの発言など各国で指摘されている疑問点について質問。ドイツ連邦銀行総裁が、ハイジャックされた2つの航空会社の株が911の直前に大量に購入され、事件後の大暴落により莫大な利益を得たとの証言について質問。額賀福志郎財務大臣は「金融機関に対して疑わしい取引の届出義務化とテロ集団に対する資金供与は犯罪であることを決め、国際金融システムが悪用されない対応を取った」と答弁。
2008年10月22日の参議院本会議で藤田は「米国は国際テロ被害者費用補償制度設立により死亡補償金、医療費、葬儀埋葬代などの補償が受けられる。日本でもテロ被害者救済制度を創設すべき」と河村建夫官房長官に要望。河村長官は「特別措置法などの対応が考えられる」と答弁。同日早急に検討に入るよう命じた。
2010年3月8日付のワシントン・ポスト紙の社説は「日本における有毒な思想～9・11事件の共謀説が日本の与党を支配しているのか」との見出しで「奇妙で生半可であり、知的な偽物であり、真剣な議論に値しない。」と藤田の発言を酷評し、「鳩山由紀夫首相が藤田のように見識がなく、事実を歪曲する人物の存在を許せば、その同盟関係にもたらしている利益は危機にさらされる。」と論じた 。
3月13日付のワシントン・ポスト紙は「編集者への手紙」で、「日本のステーツマンに関する、扇動的で、不公平な見方」との見出しで3月8日付の社説に対する二人の反論を掲載。(1)藤田幸久「参議院外交委員長との肩書は間違いで、国際・地球温暖化問題に関する調査会理事である。日本の移民政策に関して、個人の立場で答えることに記者も事前に同意していた。取材後の雑談を扇動的な形で掲載したことは迷惑である。「陰謀」とは全く述べていないにも拘らず、「有毒な思想」、「陰謀論的見解」、「知的には偽物」、「事実を歪曲する」として信用を損ねたことに謝罪を求める。(2)レスター・テニー（「バターン死の行進」生存者。バターンの米軍守備隊元司令官）「藤田氏は、65年間も私達元捕虜を苦しめてきた問題を解決を求めた私の訴えを聴いてくれた数少ない日本人の一人だ。藤田氏の粘り強く静かな努力により日本政府は高齢化している米軍元捕虜を日本に招くことになった。同紙の編集委員は藤田氏の話の一部を述べたに過ぎない。藤田氏の優れた業績を見過ごしたことは残念だ」。

#### 麻生鉱業捕虜使役問題
2008年11月13日、参議院外交防衛委員会で麻生鉱業が戦時中、連合国捕虜を使役した事実があるかどうか首相の麻生太郎に質した。麻生首相は「当時4～5歳で認識するには早すぎる」と回答した。その後、藤田の求めに応じて厚生労働省が公開した公文書から、旧麻生鉱業にはイギリス人やオランダ人、オーストラリア人の捕虜300人がいたことが明らかとなった。麻生は外相時代から同社に外国人捕虜がいたことを一貫して否定しており、政府として認めたのはこれが初となった。ニューヨーク・タイムズのノリミツ・オオニシは藤田の説明に基づいて麻生鉱業の捕虜使役問題の記事を12月19日付で掲載した。
2009年1月29日以来、藤田は戦時中の連合国捕虜使役問題に関する質問主意書を3度提出した。藤田は「捕虜問題は、ポツダム宣言に盛り込まれ、日本の戦争犯罪であると認識されていた。またサンフランシスコ講和条約でも戦後の日本政府の対応が求められてきた外交案件である」と述べた。これに対し麻生首相は「捕虜の労働自体は当時の国際法においても認められていた。一方、我が国は、植民地支配と侵略によって、元捕虜を含め多くの国々の人々に対して多大の損害と苦痛を与えた歴史の事実を謙虚に受け止め、痛切な反省と心からのお詫びの気持ちを、様々な機会に表明してきた」と答弁した。
2010年2月9日、藤田は再質問主意書を提出し、「外務省外交史料館が保管する外交記録から「戦時捕虜に関する資料及び関係の文書」の目録および、麻生鉱業に関する文書を提示することを要求した。政府は「戦時捕虜に関する資料及び関係の文書」の目録について「御指摘の「文書」を含むものを特定するためには膨大な作業を要するため、お尋ねについて網羅的にお答えすることは困難である。」麻生鉱業に関しては「旧麻生鉱業における朝鮮人労働者の労働の実態を把握できる資料は、厚生労働省及び外務省にて確認した範囲では見当たらなかった。」と答弁した。
2009年3月9日の参議院予算委員会で、藤田は2006年11月に、「インターナショナル・ヘラルドトリビューン」紙の「麻生鉱業がアジア人と西洋人の強制労働者を使っていた」という記事に対し、麻生外相は反論を掲載するようニューヨークの日本総領事館に公電で指示したが、いかなる証拠に基づくものかを質した。これに対し麻生首相は、「報道記事への対応という限られた時間の枠内で素早く必要な調査を行った」「当時の対応としては、必ずしも政府全体としては十分ではなかった」と答弁した。
2009年5月、藤田は「史実検証麻生鉱業の消せない過去」として以下の内容を雑誌「世界」2009年5月号に寄稿した。(1)麻生首相は戦争中に麻生鉱業が連合国軍捕虜300人を使役していたことを国会で初めて認めた。64年間否定してきた事実を認めたことは意義がある。政府の長年の「不作為」を改めて、政策転換を求める。(2)豪州に生存する麻生鉱業の元捕虜数名が、国営テレビや有力紙で証言した他、元捕虜の娘が麻生外相に直接手紙を送った。(3)日米の学者が、麻生鉱業自身が作成した捕虜関係資料などを麻生外相事務所に提出していた。
2010年1月29日、藤田は戦時中の連合国捕虜使役問題に関する質問主意書を提出し、戦時中に連合軍捕虜が日本で使役されたことを外交問題として政府に認めさせようとした が、政府は国際条約、国際事業、賠償問題の全てに対応済みであることを返答した。
2009年6月、藤田は福岡自治労などと共同で、オーストラリア人のジョー・クームズなどを日本に招き、戦時中に麻生鉱業で使役された捕虜として、麻生太郎首相に面会するように求めたが、拒否された。江田五月参議院議長、鳩山由紀夫民主党代表、福島瑞穂社会民主党党首らとの会談を実現させた。

#### 尖閣諸島問題
2010年9月の尖閣諸島沖における中国漁船衝突事件を受け、10月9日、超党派の国家主権と国益を守るために行動する議員連盟の一員として、原口一博元総務大臣、岩屋毅・柿沢未途両衆議院議員と共に小型飛行機で尖閣諸島を上空から視察。その後、中山義隆石垣市長や石垣海上保安本部、漁業関係者などと意見交換を行った。

### その他
- 衆議院議員二期、参議院議員二期の間における法案に対する藤田の賛否は、国会議案データベース：衆議院、国会議案データベース：参議院にある

## 人物
- 家族は妻と娘、娘婿、孫[32]
- 趣味は、海外ホームステイ、ラグビー、サッカー観戦[32]
- 2018年4月9日の参議院決算委員会質疑で、「（財務省）太田理財局長が、安倍昭恵さんが総理御夫人であるということが、存在そのものだと述べたように、北朝鮮の金正恩委員長の妹、金与正さんが妹であるということ、イヴァンカさんがトランプ大統領のお嬢さんであるということで随分お金を出されました」と指摘したのに対し[33]、安倍晋三内閣総理大臣は「少し勉強された方がいい。イヴァンカ氏はお嬢さんというだけではなくて補佐官であります。金与正氏も党の要職に就かれております」と反論した[34]。

## 所属団体・議員連盟
- 戦後補償を考える議員連盟会長
- 在外投票推進議員連盟会長
- WCRP国際活動支援議員懇談会事務局長
- 対人地雷全面禁止議員連盟事務局長
- クラスター爆弾禁止推進議員連盟（発起人）
- 国際IC支援議員連盟幹事長
- 沖縄等米軍基地問題議員懇談会会長代行
- 日本EU議員連盟
- 日本スイス議員連盟
- 日本ウクライナ議員連盟
- 日本カナダ議員連盟
- 日韓議員連盟
- 日朝友好議員連盟
- 日本カンボジア議員連盟
- 連合　制度・政策推進フォーラム
- 過労死対策議員連盟
- 地方自治における公共交通のあり方を考える議員懇談会
- 在日韓国人をはじめとする永住外国人住民の法的地位向上を推進する議員連盟
- 恒久平和のために真相究明法の成立を目指す議員連盟
- 国家主権と国益を守るために行動する議員連盟
- 国際連帯税創設を求める議員連盟

## 著作

### 著書
- 「日本の進路を決めた10年」（増補改訂版、翻訳書、ジャパンタイムズ 2016年）
- 『9.11テロ疑惑国会追及 オバマ米国は変われるか』（編著、クラブハウス (き) 2009年）
- 『国連と地球市民社会の新しい地平』（共著、東進堂 2006年）
- 『政治家になりたくなかった政治家 NGOが政治を変える』（ジャパンタイムズ 2003年）
- 『宗教が語る世界の平和』（編著、PHP研究所 1991年）
- 『日本の進路を決めた10年』（翻訳書、ジャパンタイムズ 1990年）
- 『ソ連の反体制派たち』（翻訳書、サイマル出版会 1981年）

### 寄稿
- 2022年4月以来、『週刊NY生活』に「海外日本人サポート」というコラムを毎月連載。
- 「クリミアを含む領土奪還を目指す！（駐日ウクライナ大使と対談）」（『リベラルタイム』2023年1月）
- 「ミャンマー、カンボジアも忘れないで！」（『マスコミ市民』2022年6月）
- 「『開発協力大綱』理念の転用は危険」（『国際開発ジャーナル』2019年4月）
- 「国民民主党　共生社会、基盤は地方」（『茨城新聞』2019年1月）
- 「カンボジア・民主主義の死」（『マスコミ市民』2018年9月）
- 「JCBLと政治を動かした20年」（『JCBL20周年記念誌2017年8月』）
- 「日本で共謀罪法案近く成立へ「行ってない罪を罰せられる不条理」（『週刊NY生活』（2017年6月）
- 「安倍「対ロ」外交は完敗」（『マスコミ市民』2017年2月）
- 「歴史問題に対照的な安倍首相と天皇陛下」（『マスコミ市民』2016年2月）
- The Abe Government versus the Emperor on history issues（The Japan Times2015年10月）
- What Abe should tell Congress（The Japan Times2015年4月）
- 「憎しみ越え友好に貢献　米元捕虜が日立鉱山跡訪問」（茨城新聞2014年11月）
- 「『TPP』と『集団的自衛権行使』におけるアメリカの本音（『リベラルタイム』2014年7月）
- 「茨城にもっと笑顔と力を」（『常陽新聞』2013年1月）
- 「世界48カ国での経験を霞が関に活かす」（『ファイナンス』2012年5月）
- 「財政と金融のモラルの復興」（『ファイナンス』2012年3月）
- 「医療維新は茨城から　原中日本医師会会長の誕生」（『茨城新聞』2010年4月）
- 「日本のステーツマンに関する、扇動的で、不公平な見方」（『ワシントン・ポスト』2010年3月13日）
- Aso Mining’s Indelible Past: Prime Minister Aso Should Seek Reconciliation With Former POWs（Japan Focus2009年5月）
- 「史実検証 麻生鉱業の『消せない過去』」（『世界』2009年5月）
- 「闘論　クラスター禁止条約の課題」（『毎日新聞』2008年11月）
- 「内に強権政治、外に覇権主義を加速化するロシア」（『世界週報』2006年10月）
- 「内に強権、外に大国のロシア」（毎日新聞「発言席」2006年9月）
- 「Prime Minister Kishi's Diplomacy of Reconciliantion」（『Japanecho』2006年8月）
- 「生かされない災害支援の教訓」（『世界週報』2006年8月）
- 「岸信介・アジア和解外交の検証」（『中央公論』2006年6月）
- 「インド洋大津波とパキスタン大地震の現場から」（『世界週報』2006年1月）
- 「政治家の本棚」（『朝日新聞社』2004年5月）
- 「追い詰められた人々や無党派層を組織化したい」（『東京財団「日本人のちから」』2004年4月）
- 「NGO外交が紛争解決の新たな担い手に」（『改革者』2002年6月）
- 「報復の循環に代わる和解の循環」（『世界と議会』2001年11月）
- 「Japan needs a political settlement on its past」（『Asahi Evening News(International Herald Tribune)』2001年10月）
- 「戦後補償 米捕虜訴訟の政治的解決を」（朝日新聞「私の視点」2001年9月）